# Markéta Gregorová
Markéta Gregorová, née le 14 janvier 1993 à Most, est une femme politique tchèque, membre du parti pirate. Elle est présidente  du Parti pirate européen (PPEU) de décembre 2018 à novembre 2019.
Elle est élue députée européenne en 2019.
Le 5 novembre 2019, son compatriote Mikuláš Peksa lui succède à la tête du PPEU.